# Clara Bagelman
Clara Bagelman, cunoscută ca Claire Barry , (n. 17 octombrie 1920, New York City, New York, SUA – d. 22 noiembrie 2014, Aventura⁠(d), Florida, SUA) a fost o cântăreață americană, componentă a grupului The Barry Sisters.